# محمية جبل شدا الأعلى
محمية جبل شدا الأعلى محمية طبيعة في المملكة العربية السعودية تحت إشراف المركز الوطني لتنمية الحياة الفطرية، تقع الأعلى في الجنوب الغربي من منطقة الباحة شمال غرب محافظة المخواة على مسافة 20 كيلومتر، وتبلغ مساحتها 67 كيلومتر مربع.
يعتبر جبل شدا الأعلى امتداد لجبال الحجاز إلى الغرب موازيا لها تقريبا، وقد تكون نتيجة لحركة الرفع للدرع العربي قبل ملايين السنين، يرتفع الجبل عن سطح البحر بحوالي 2200 متر، وتتكون المرتفعات من صخور بازلتية تنحدر منها أودية، وهي منطقه جميلة ويوجد بها معالم اثرية قديمة ومنازل منحوته في الصخور ومنطقة جذب سياح كبيرة، ومن أهم أشجار المحمية العرعر والعتم أو الزيتون البري، بالإضافة إلى العديد من الشجيرات والأعشاب والحشائش، أما الحيوانات الموجودة فيها فأهمها النمر العربي والضبع المخطط والذئب العربي والثعالب والوشق.